# Capitellum mariagalantae
Capitellum mariagalantae o eslizón de Marie-Galante es una especie de escamosos de la familia Scincidae.

## Distribución geográfica
Es endémica de la isla de Marigalante (Francia).

## Estado de conservación
Se encuentra amenazada por la pérdida de su hábitat natural.